# Садр, Муса

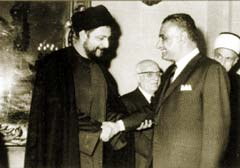
Муса аль-Садр с президентом Египта Гамалем Абдель Насером, 1960-е гг.

Аятолла Сейид Муса Садр (араб. السيد موسى الصدر‎; перс. سيد موسى صدر‎; Кум, Иран, 15 апреля 1928 — не ранее 31 августа 1978 год (исчез без вести в Ливии)) — иранский и ливанский шиитский политический и духовный деятель, богослов и философ. 31 августа 1978 года пропал без вести, находясь в Ливии.

## Рождение и ранняя деятельность
Муса Садр родился в городе Кум, в семье аятоллы Сейида Садруддина аль-Садра. Там же окончил школу и потом отправился в Тегеран, где успешно окончил университет по направлению политологии и фикха в 1956 году.
Садр также прошёл учёбу в Эн-Наджафе, где его наставниками были аятоллы Сейид Мухсин аль-Хаким и Абуль-Касим аль-Хои. В 1955 году он в первый раз посетил Ливан, встретившись в Тире с аятоллой Абдуль-Хуссайном Шарафуддином, наставником шиитской общины. Муса произвел хорошее впечатление и на самого аятоллу, и на всех видных представителей местной общины. После смерти аятоллы Шарафуддина представители местной общины отправили письмо к Садру в Кум с просьбой вернуться в Ливан и стать их наставником.
Муса Садр вернулся в Ливан в 1959 году. С этого времени он постоянно путешествовал, особенно по югу Ливана, пытался основывать школы и больницы, проповедовал об уменьшении межрелигиозной розни, также посещал деревни христиан и шиитов в южном Ливане.

## ОснованиеВерховного совета мусульман-шиитов
В 1965 году Муса Садр потребовал основать специальный совет для нужд мусульман-шиитов. После ряда совещаний, с разрешения президента и парламента, в 1967 году был создан Верховный совет мусульман-шиитов (араб. المجلس الإسلامي الشيعي الأعلى‎), а в 1969 году Садр был избран его руководителем. Первым значительным шагом против межконфессиональной розни стала фетва Мусы Садра об алавитах от 1973 года, объявлявшая всех алавитов, верующими в единого бога, мусульманами (до тех пор алавиты рассматривались как еретики).

## Начало гражданской войны
В 1974 году Садр основал «Движение угнетенных» (араб. حركة المحرومين‎). Он пытался остановить рост межконфессиальной розни, но его мероприятия не увенчались успехом, и весной 1975 года межконфессиональные противоречия вылились в гражданскую войну. Вооружённое крыло «Движения угнетенных», «Амаль», изначально участвовало в боях против Ливанского фронта, но, так как конфликт начал принимать все более и более религиозный характер и начались межконфессиональные расправы, Садр настаивал на религиозной терпимости и указывал на недопустимость насилия на религиозной основе. «Амаль» прекратило участие в боях с 25 октября 1976 года, после принятия на Каирском саммите Лиги арабских государств решения о прекращении противостояния в Ливане.

## Исчезновение
После начала второй фазы гражданской войны весной 1978 года, Муса Садр стал активно искать пути для урегулирования конфликта. Он отправился сперва в Сирию, а 25 августа 1978 года, с шейхом Мухаммадом Якубом и журналистом Аббасом Бадруддином прибыл в Ливию для переговоров с Муаммаром Каддафи. После встречи с Каддафи 31 августа 1978 года от них не поступало никаких известий. Правительство Ливии объявило, что Муса Садр отправился в Италию и в качестве доказательства предоставило его личные вещи, найденные в одной из римских гостиниц. Италия отрицает это и настаивает, что личные вещи Садра были доставлены в гостиницу ливийскими спецслужбами. Ливанский парламент обвиняет Каддафи в похищении Садра.
В феврале 1982 года Хамза Акиль Хамие, член группировки «Амаль», захватил самолёт Кувейт — Бейрут — Триполи и потребовал от ливийского правительства информацию о местонахождении Мусы Садра и его немедленного освобождения.
По утверждению Абдуль-Мунима аль-Хуни, бывшего представителя Ливии в Лиге арабских государств, Муса Садр был застрелен по личному приказу Каддафи в тюрьме возле города Сабха в 1978 году. Но семья Садра считает, что он ещё жив и находится в вышеназванной тюрьме.